# Thomas Pink (Unternehmen)

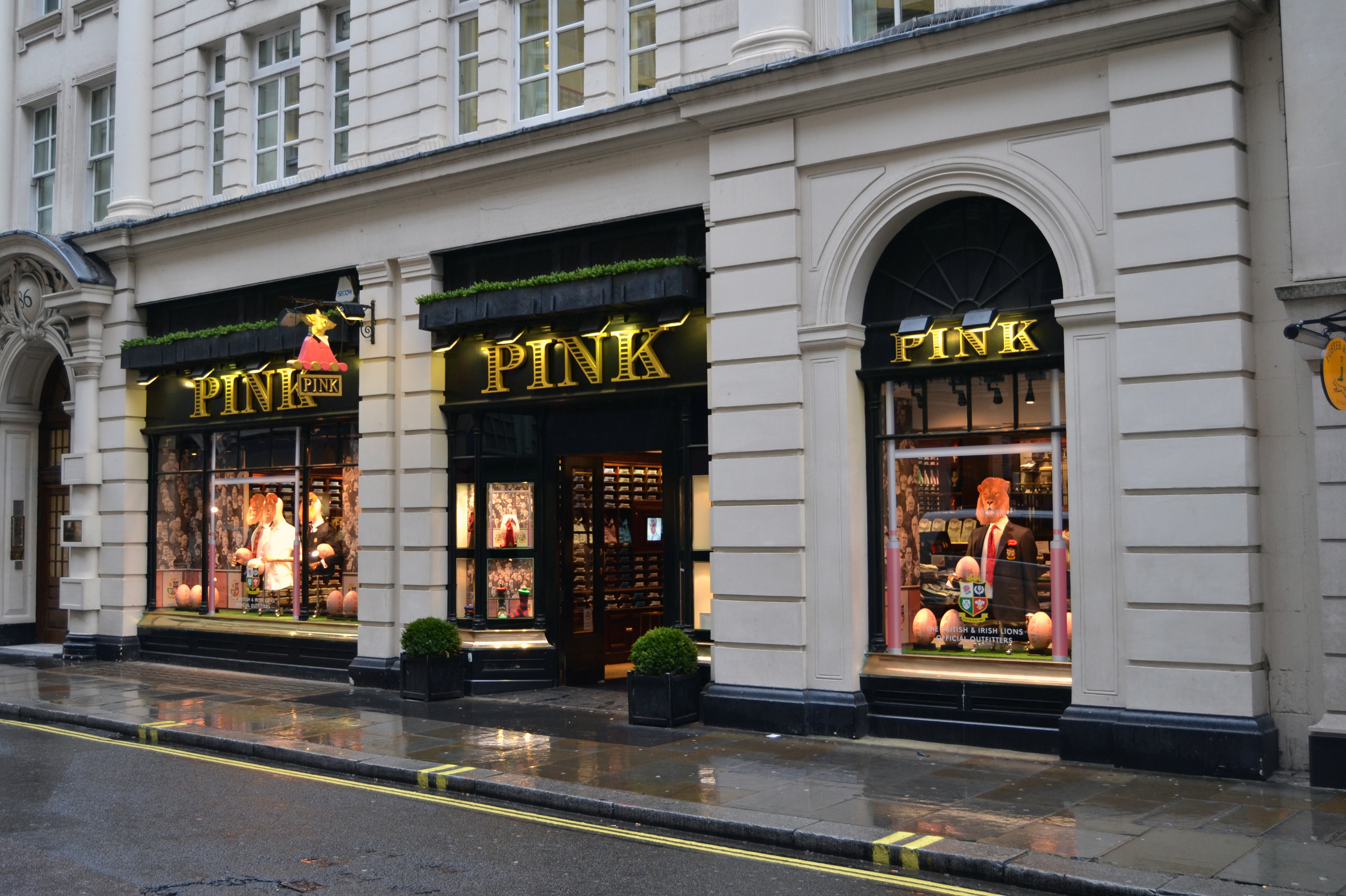
Thomas Pink Shop in der Jermyn Street

Thomas Pink Ltd. war ein britischer Hersteller von Herrenoberbekleidung, speziell von exklusiven Oberhemden, Krawatten und Accessoires, der in der Jermyn Street in London ansässig ist. Das Unternehmen wurde 1984 von den aus Irland stammenden Brüdern James, John und Peter Mullen gegründet.
Im Spätsommer 1999 übernahm der französische Konzern Moët Hennessy Louis Vuitton die Anteilsmehrheit an Thomas Pink. Der Kaufpreis betrug 49 Millionen £.
Der Vertrieb erfolgt über Thomas Pink Shops sowie über den Versandhandel. Thomas Pink unterhält zahlreiche Geschäfte in Europa (London, Dublin, Paris), den Vereinigten Staaten von Amerika und Asien (Dubai, Bangkok, Kuala Lumpur, Singapur, Hongkong, Peking und Shanghai).
Thomas Pink benannte sich 2018 in Pink Shirtmakers um. Im Januar 2021 schlossen sich die Pforten des britischen Traditionsherstellers. 